# Pedro D'Onofrio
Pietro D'Onofrio (Sessa Aurunca, Campania, 1859-Lima, 1937) fue un empresario italiano asentado en el Perú, fundador de la compañía D'Onofrio.

## Biografía
Nacido en Sessa Aurunca, Italia, emigró a los 21 años a Argentina, donde trabajo primero en Santa Fe y, luego, en Buenos Aires, donde adquiriría un pequeño negocio de helados de Raffaele Cimarelli. En 1888, a los 29 años, decidió volver a Sessa Aurunca para ver a su madre, Gesualda di Resta; allí se casó con Raffaela di Paolo Ciuffi, con quien tuvo diez hijos.
La pareja decidió volver a Argentina, abordando por equivocación un vapor que finalmente los dejó en Nueva York. Se establecieron en Estados Unidos, viviendo en Patterson, Nueva Jersey, hasta 1890. Luego se trasladó a Richmond, Virginia, por invitación de Raffaele Cimarelli, dedicándose otra vez a fabricar helados.
A finales de 1897, la familia decidió emigrar a Lima, animados otra vez por Raffaele Cimarelli, quien les decía que el clima era adecuado para el negocio heladero. Sería en Lima donde el negocio prosperaría, haciéndose conocido por su peculiar forma de vender helados. En 1908, compró una fábrica lo que permitió industrializar el negocio.
Con un negocio establecido, don Pedro decidió dejar la dirección a su hijo mayor, Antonio, quien estudiaba en Italia. Serían sus hijos quienes desarrollarían enormemente el negocio convirtiéndolo en una importante empresa, P. & A. D'Onofrio. En 1917 fundó junto a Antonio D'Onofrio el Circolo Sportivo Italiano.
Decidió regresar a Italia y tras 14 años volvió al Perú, donde murió en 1937.